# Championnat de Tchéquie des rallyes
Le Championnat de République tchèque des rallyes est un championnat de rallye automobile disputé annuellement depuis l'année 1994. Dotée tardivement d'un championnat, la Tchécoslovaquie devient officiellement la République fédérale tchèque et slovaque au milieu de l'année 1990. Le championnat un temps unifié s'appelle alors de fait le Championnat de République tchèque et slovaque des rallyes de 1990 à 1992. Le 1er janvier 1993 République tchèque (ou Tchéquie) et Slovaquie deviennent chacune un État indépendant, mais la compétition reste encore unifiée un an de plus. Un championnat tchèque et un championnat slovaque distincts (certaine épreuves importantes de l'un étant comptabilisées dans l'autre, et inversement) naissent le 1er janvier 1994. Étant déclarés open, deux pilotes italiens s'imposent alors successivement en république tchèque. Le championnat tchèque est organisé par l'AutoClub of the Czech Republic (ou ACCR).

## Réglementation technique
| Catégorie | Années                                  |
| --------- | --------------------------------------- |
| Groupe A  | 1994 • 1995 • 1996 • 1997 • 1998 • 1999 |
| WRC       | 2000 • 2001 • 2002 • 2003 • 2004 • 2005 |
| Groupe N  | 2006 • 2007 • 2008 • 2009               |
| S2000     | 2010 • 2011 • 2012 • 2013 • 2014        |
| R5        | 2015 • 2016 • 2017 • 2018 • 2019 • 2020 |
| Rally2    | 2021 • 2022 • 2023 • 2024               |

## Palmarès
| Saison | Champion          | Copilote            | Voiture                           | Écurie                            |
| ------ | ----------------- | ------------------- | --------------------------------- | --------------------------------- |
| 1994   | Piergiorgio Deila | Pierangelo Scalvini | Lancia Delta HF Integrale         | V.I.P Motorsport                  |
| 1995   | Enrico Bertone    | Massimo Chiapponi   | Toyota Celica Turbo 4WD           | CW Sport Zlín                     |
| 1996   | Ladislav Křeček   | Jan Krečman         | Ford Escort RS Cosworth           | Benzina Mogul Team                |
| 1997   | Milan Dolák       | Jaroslav Palivec    | Toyota Celica GT-Four             | HRS Team                          |
| 1998   | Ladislav Křeček   | Jan Krečman         | Ford Escort RS Cosworth           | Benzina Mogul Team                |
| 1999   | Ladislav Křeček   | Jan Krečman         | Ford Escort RS Cosworth           | Benzina Mogul Team                |
| 2000   | Roman Kresta      | Jan Tománek         | Škoda Octavia WRC                 | Škoda Motorsport                  |
| 2001   | Roman Kresta      | Jan Tománek         | Škoda Octavia WRC                 | Škoda Benzina Team                |
| 2002   | Václav Pech       | Petr Uhel           | Ford Focus RS WRC '01             | Barum Rally Team                  |
| 2003   | Václav Pech       | Petr Uhel           | Ford Focus RS WRC '02             | Czech National Eurooil Team       |
| 2004   | Jan Kopecký       | Filip Schovánek     | Škoda Fabia WRC                   | Škoda Matador Team                |
| 2005   | Václav Pech       | Petr Uhel           | Ford Focus RS WRC '02             | Euro Oil Team                     |
| 2006   | Václav Pech       | Petr Uhel           | Mitsubishi Lancer Evo IX          | Czech National Team               |
| 2007   | Václav Pech       | Petr Uhel           | Mitsubishi Lancer Evo IX          | EuroOil Čepro Czech National Team |
| 2008   | Roman Kresta      | Petr Gross          | Mitsubishi Lancer Evo IX          | Mogul Rally Team                  |
| 2009   | Roman Kresta      | Petr Gross          | Peugeot 207 S2000                 | Mogul Rally Team                  |
| 2010   | Pavel Valoušek    | Zdeněk Hrůza        | Škoda Fabia S2000                 | Škoda Delimax Czech National Team |
| 2011   | Roman Kresta      | Petr Gross          | Škoda Fabia S2000                 | Adell Mogul Rally Team            |
| 2012   | Jan Kopecký       | Pavel Dresler       | Škoda Fabia S2000                 | Škoda Motorsport                  |
| 2013   | Václav Pech       | Petr Uhel           | Mini Cooper S2000 1.6T            | EuroOil Invelt Team               |
| 2014   | Václav Pech       | Petr Uhel           | Mini Cooper S2000 1.6T            | EuroOil Invelt Team               |
| 2015   | Jan Kopecký       | Pavel Dresler       | Škoda Fabia R5                    | Škoda Motorsport                  |
| 2016   | Jan Kopecký       | Pavel Dresler       | Škoda Fabia R5                    | Škoda Motorsport                  |
| 2017   | Jan Kopecký       | Pavel Dresler       | Škoda Fabia R5                    | Škoda Motorsport                  |
| 2018   | Jan Kopecký       | Pavel Dresler       | Škoda Fabia R5                    | Škoda Motorsport                  |
| 2019   | Jan Kopecký       | Pavel Dresler       | Škoda Fabia R5 Škoda Fabia R5 evo | Škoda Motorsport                  |
| 2020   | Václav Pech       | Petr Uhel           | Ford Focus RS WRC 06              | EuroOil Team                      |
| 2021   | Jan Kopecký       | Jan Hloušek         | Škoda Fabia Rally2 evo            | Agrotec Škoda Rally Team          |
| 2022   | Jan Kopecký       | Jan Hloušek         | Škoda Fabia Rally2 evo            | Agrotec Škoda Rally Team          |
| 2023   | Jan Kopecký       | Jan Hloušek         | Škoda Fabia RS Rally2             | Agrotec Škoda Rally Team          |
| 2024   | Dominik Stříteský | Jiří Hovorka        | Škoda Fabia RS Rally2             | Auto Podbabská Škoda Mol Team     |

## Pilotes les plus titrés
|  | Nom             | Titres | Années                                                     |
|  | --------------- | ------ | ---------------------------------------------------------- |
|  | Jan Kopecký     | 10     | 2004, 2012, 2015, 2016, 2017, 2018, 2019, 2021, 2022, 2023 |
|  | Václav Pech     | 8      | 2002, 2003, 2005, 2006, 2007, 2013, 2014, 2020             |
|  | Roman Kresta    | 5      | 2000, 2001, 2008, 2009, 2011                               |
|  | Ladislav Křeček | 3      | 1996, 1998, 1999                                           |

## Constructeurs les plus titrés
|  | Nom               | Titres | Années                                                                             |
|  | ----------------- | ------ | ---------------------------------------------------------------------------------- |
|  | Škoda Auto        | 14     | 2000, 2001, 2004, 2010, 2011, 2012, 2015, 2016, 2017, 2018, 2019, 2021, 2022, 2023 |
|  | Ford              | 7      | 1996, 1998, 1999, 2002, 2003, 2005, 2020                                           |
|  | Mitsubishi Motors | 3      | 2006, 2007, 2008                                                                   |
|  | Toyota            | 2      | 1995, 1997                                                                         |
|  | Mini              | 2      | 2013, 2014                                                                         |